# Jörgen van Rijen
Jörgen van Rijen (nasceu a 20 de Fevereiro de 1975 em Dordrecht) é o principal trombone (junto com Bart Claessens) na Orquestra Real da Concertgebouw.
Ele também é o principal no ensemble holandês de Trombones, New Trombone Colective, e professor no Conservatorium van Amsterdam.

## Discografia
- - Jorgen Van Rijen, 2009, Channel Classics CCS SA 26909
- - Jörgen van Rijen, 2008, Channel Classics CCS-SA-26708
- Horizon 1 Royal Concertgebouw Orchestra, "LIED" for Trombone and Orchestra by Theo Verbey, Jörgen van Rijen, Royal Concertgebouw Orchestra, Markus Stenz,2007, RCO 08003
- New - New Trombone Collective, 2007, Etcetera KTC 1353
- Collective - New Trombone Collective; 2003, Qdisc Q97034
- Jörgen van Rijen Trombone, First Chairs of the RCO Vol 1; 2005, Channel Classics CCS SA 22305
- Trombone - New Trombone Collective; 2005, Etcetera KTC1284
- Brass a la Carte - Brassband Rijnmond; MBCD 31.1079.72